# Jesús Antonio Castro Becerra
Jesús Antonio Castro Becerra (Palmira, 26 de junio de 1908-Palmira, 1 de abril de 1991) fue un prelado católico colombiano, nombrado obispo de Barranquilla en 1948 y después de Palmira en 1952. Fue fundador de la Congregación de Hermanas Dominicas de Betania.

## Biografía
Jesús Antonio Castro Becerra nació en Palmira, en el departamento del Valle del Cauca, Colombia, el 26 de junio de 1908, siendo el cuarto de los diez hijos de Antonio Castro Cabal y Celia Becerra Lemus, miembros de una familia tradicional colombiana que había influido tanto en la vida política como eclesiástica de la nación. Ingresó al seminario de Popayán, estudió derecho y teología en la Pontificia Universidad Javeriana de Bogotá y fue ordenado sacerdote el 23 de diciembre de 1933.
Castro fue nombrado obispo de Barranquilla por el papa Pío XII el 19 de agosto de 1948. Fue consagrado obispo el 31 de octubre del mismo año, de manos de José Beltrami, nuncio apostólico en Colombia. Con la creación de la diócesis de Palmira, el 18 de diciembre de 1952, el mismo pontífice le nombró obispo de la nueva jurisdicción eclesiástica.
Durante su episcopado, sea en Barranquilla como en Palmira, Castro se dedicó a trabajar especialmente por la clase obrera. Al tomar posesión de la sede de Palmira se preocupó por las principales urgencias de la diócesis: la construcción de un seminario para la formación de los sacerdotes diocesanos y el establecimiento de institutos religiosos para apoyar en las áreas de misión, educación y salud. Junto a la religiosa María Teresa Benavídez Díaz y el fraile dominico Alberto Ariza Sánchez, decidió dar inicio a un nuevo instituto religioso para la formación de seminaristas y colegios y para el apoyo en el economato de la diócesis. El nuevo instituto vio luz en 1957 y le puso por nombre Congregación de Hermanas Dominicas de Betania. Ejerció el ministerio episcopal hasta su jubilación en 1983. Murió el 1 de abril de 1991 en la casa episcopal de Palmira.